# Hiroshi Hamaguchi

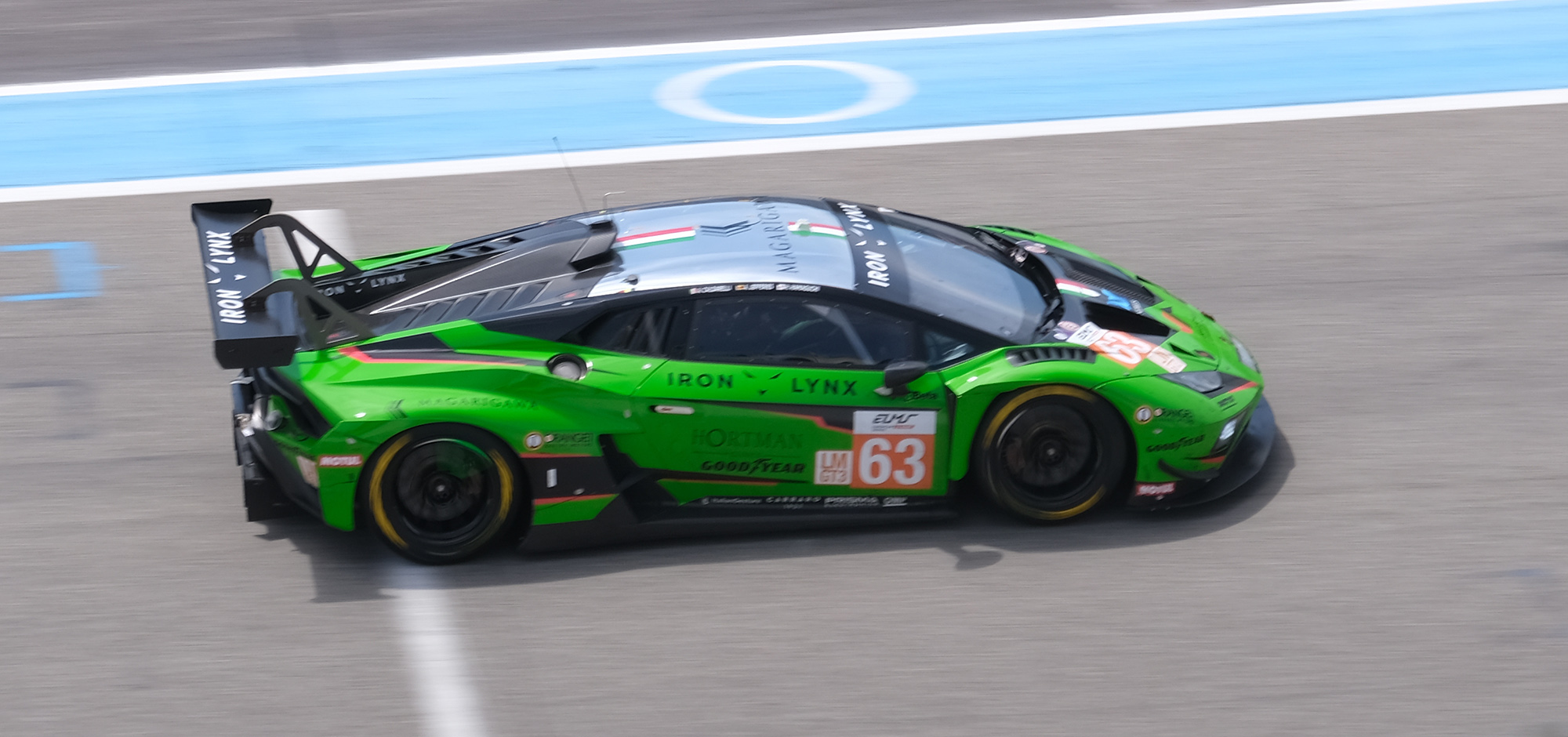
Der von Hiroshi Hamaguchi beim 4-Stunden-Rennen von Le Castellet 2024 gefahrene Lamborghini Huracan LMGT3 Evo2

Hiroshi Hamaguchi (jap. 濱口 弘, Hamaguchi Hiroshi; * 1. Oktober 1976) ist ein japanischer Unternehmer und Autorennfahrer.

## Unternehmer
Hiroshi Hamaguchi kam in einer vermögenden Familie zur Welt. Sein Vater ist Michio Hamaguchi ist Chairman of the Board des familieneigenen Unternehmens Yamasa, einem 1645 gegründeten Hersteller von Würz- und Pharmamittel. Er studierte an der Chapman University in Orange, Kalifornien, und war dort für die Basketball-Mannschaft in der NCAA Division I Basketball Championship aktiv.
Hiroshi Hamaguchi ist als selbständiger Unternehmer aktiv, unter anderem war er Gründer der Hamaguchi Asset Management, einer japanischen Immobilien- und Vermögensverwaltung.

## Karriere als Rennfahrer
Seine Fahrerkarriere begann Hiroshi Hamaguchi 2008 im japanischen Porsche-Cup. Es folgten Teilnahmen in der Super GT, der Asian Le Mans Series und dem Porsche Cup Asia. 2022 erreichte er in der Jahreswertung der GT3-Klasse der GT World Challenge Aisa den 15. Gesamtrang und 2023 den sechsten Endrang in der GT3-Klasse beim Michelin Le Mans Cup. Beide Male fuhr er einen Lamborghini Huracán GT3 Evo2 von Iron Lynz.
Ab 2024 startete er in der FIA-Langstrecken-Weltmeisterschaft und gab sein Debüt beim 24-Stunden-Rennen von Le Mans, wo der von United Autosports gemeldete McLaren 720S GT3 Evo nach einem Motorschaden ausfiel.

## Statistik

### Le-Mans-Ergebnisse
| Jahr | Team              | Fahrzeug             | Teamkollege | Teamkollege | Platzierung | Ausfallgrund |
| ---- | ----------------- | -------------------- | ----------- | ----------- | ----------- | ------------ |
| 2024 | United Autosports | McLaren 720S GT3 Evo | Marino Satō | Nico Pino   | Ausfall     | Motorschaden |

### Einzelergebnisse in der FIA-Langstrecken-Weltmeisterschaft
| Saison | Team              | Rennwagen        | 1   | 2   | 3   | 4   | 5   | 6   | 7   | 8   |
| ------ | ----------------- | ---------------- | --- | --- | --- | --- | --- | --- | --- | --- |
| 2024   | United Autosports | McLaren 720S GT3 | KAT | IMO | SPA | LEM | SAO | AUS | FUJ | BAH |
| 2024   | United Autosports | McLaren 720S GT3 |     |     |     | DNF | 21  | 22  |     |     |